# Herminio Hidalgo
Herminio Hidalgo (Santiago, Veraguas, 30 de marzo de 1962) es un exluchador y entrenador panameño. Compitió en los Juegos Olímpicos de Seúl de 1988.

## Palmarés
Hidalgo subió al podio tres veces en los Juegos Bolivarianos: medalla de oro y de plata en los Juegos Bolivarianos de 1985 y la medalla de plata en los Juegos Bolivarianos de 1997. Fue segundo en el Campeonato Centroamericano de 1984.  Ganó una medalla de plata en los Juegos Panamericanos de 1987.
En 1988 participó en los Juegos Olímpicos de Seúl, siendo eliminado en la fase final en lucha libre y lucha grecorromana en la categoría de 68 kg.